# Kepler-55 d
 (mai 2025).
Kepler-55 d est une exoplanète de type Super-Terre en orbite autour de la son étoile hôte Kepler-55, située à environ 1 887,78 années-lumière de la Terre.

## Caractéristiques physiques
L'exoplanète se distingue par sa masse faible de 0,010 MJ, son rayon compact de 0,14 RJ et sa température élevée de 931 K.

## Orbite
Elle orbite à 0,03  unités astronomiques de son étoile, une distance comparable à celle de Mercure dans le système solaire.

## Découverte
L'exoplanète a été découverte par la méthode des transits en 2014.

## Habitabilité
Les conditions d'habitabilité de cette exoplanète ne sont pas déterminées ou ne sont pas connues.